# Simetria de reflexió

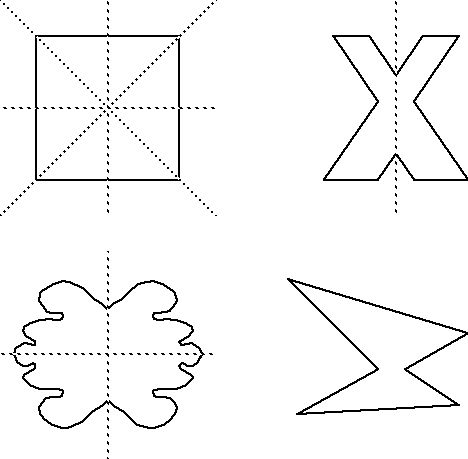
Tres d'aquestes figures tenen eixos de simetria (línies discontínues), la quarta no és una figura simètrica.

La simetria de reflexió és una línia imaginària que, en dividir una forma qualsevol, ho fa en dues parts els punts oposats de les quals són equidistants entre si, és a dir, queden simètrics.